# 麻黄湯

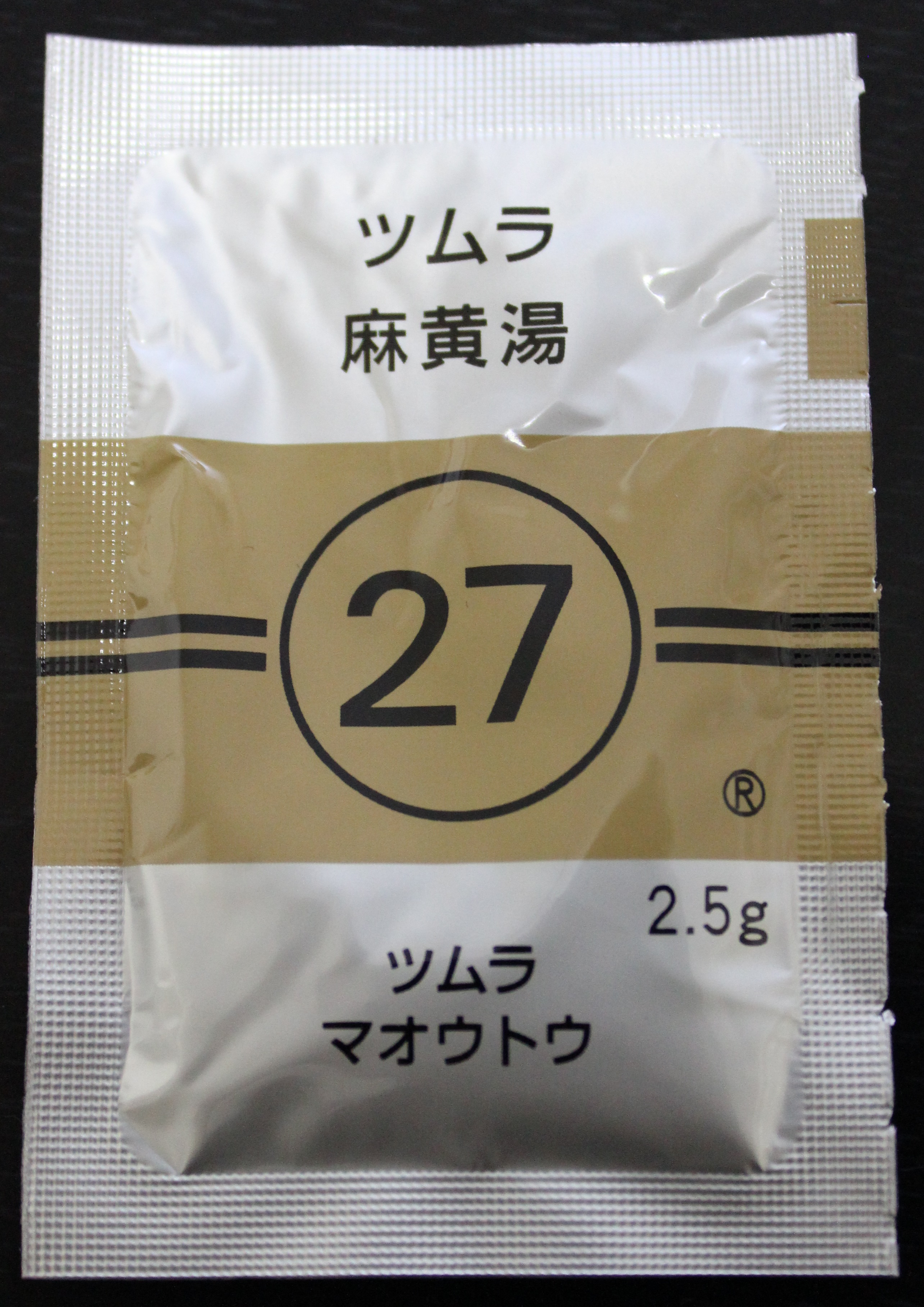
ツムラ麻黄湯エキス剤（医療用）

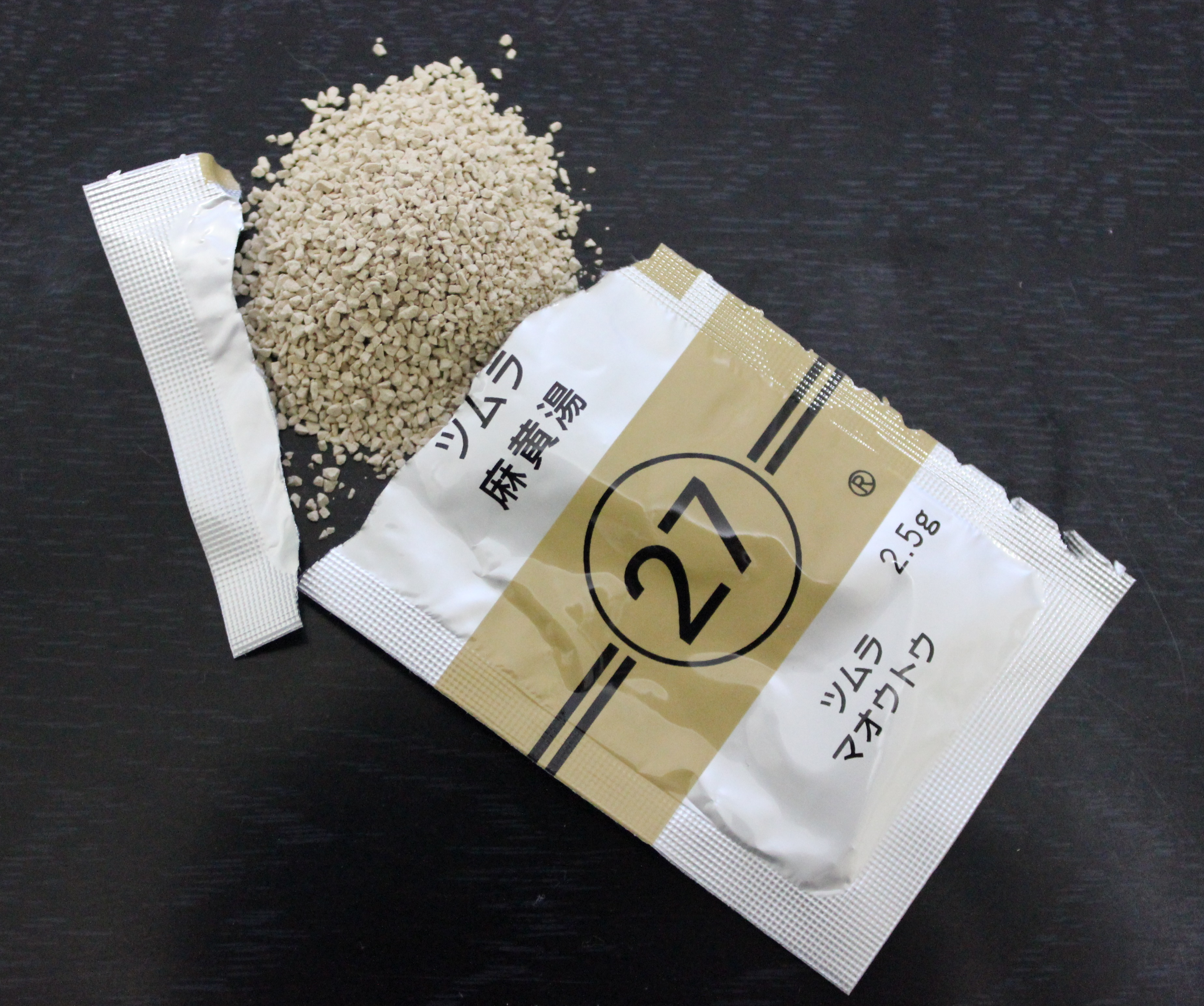
ツムラ麻黄湯（医療用）を開封し顆粒を示したところ

麻黄湯（まおうとう）とは、漢方方剤の一種。出典は傷寒論。

## 概要
発汗作用を持つ、代表的解表剤の一種。

## 効能
風邪の初期で、頭痛・悪寒・発熱・腰痛・関節痛・咳・喘息などの症状の改善に用いられる。
臨床では、初期のインフルエンザや各種感染症・気管支炎・気管支喘息の発作期・アレルギー性鼻炎の発作期・夜尿症などに応用する。
体力のある実証の人向けで、体力の無い虚証の人には用いない。
インフルエンザの治療において抗ウイルス薬のタミフルと同じ程度の症状軽減効果があるという研究結果が福岡大学病院の鍋島茂樹・総合診療部長らによって発表されている。

## 組成
以下の生薬が処方されており、煎じて服用する。

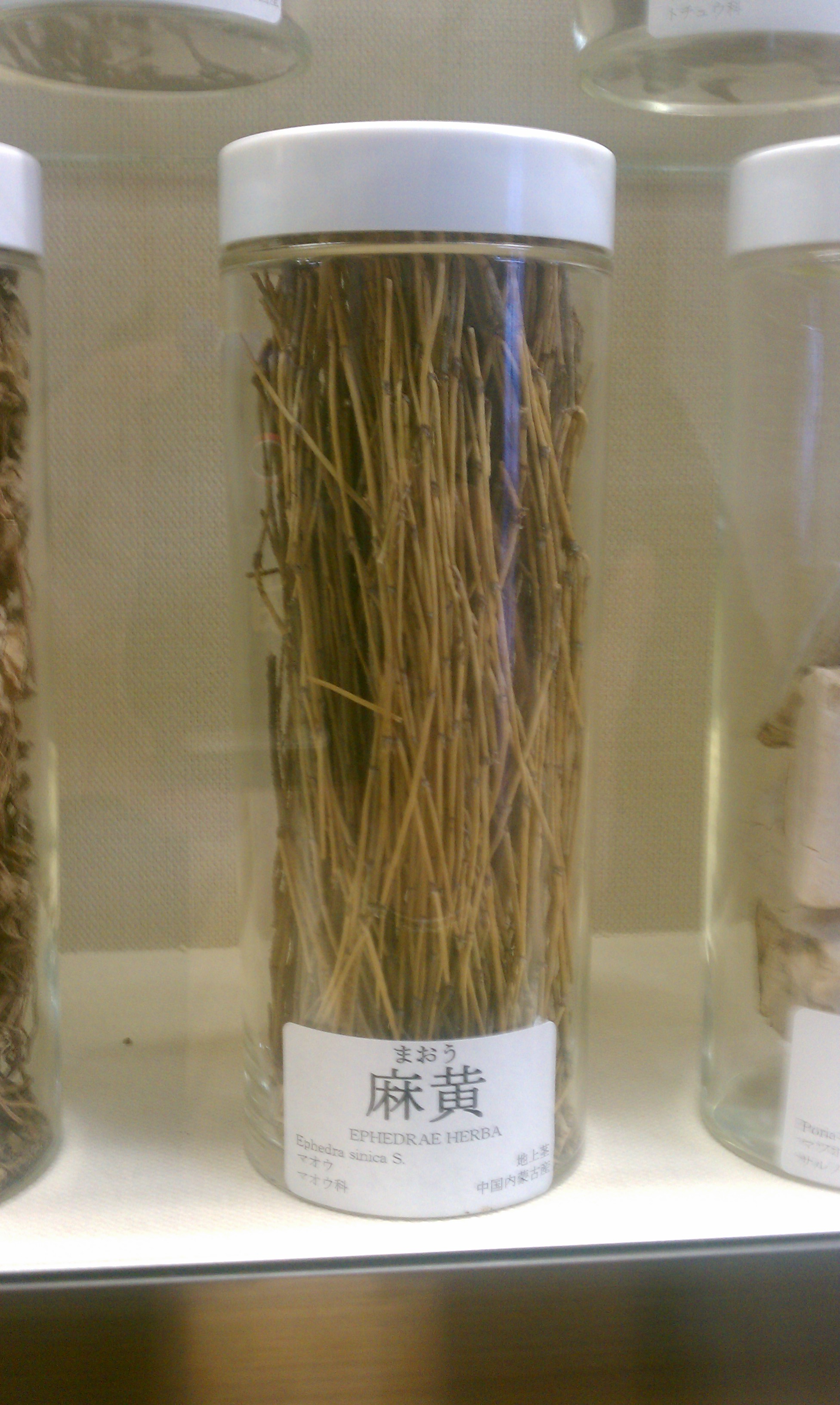
麻黄
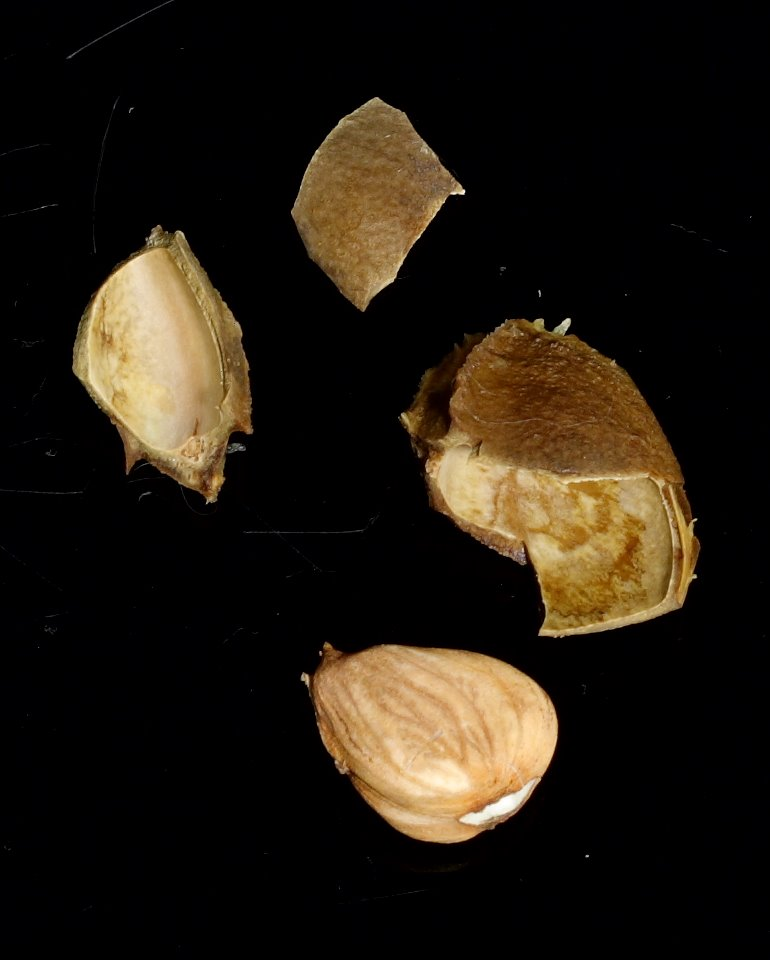
杏仁
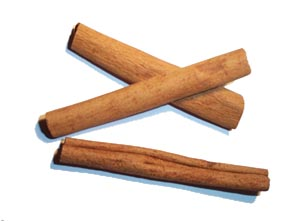
桂枝
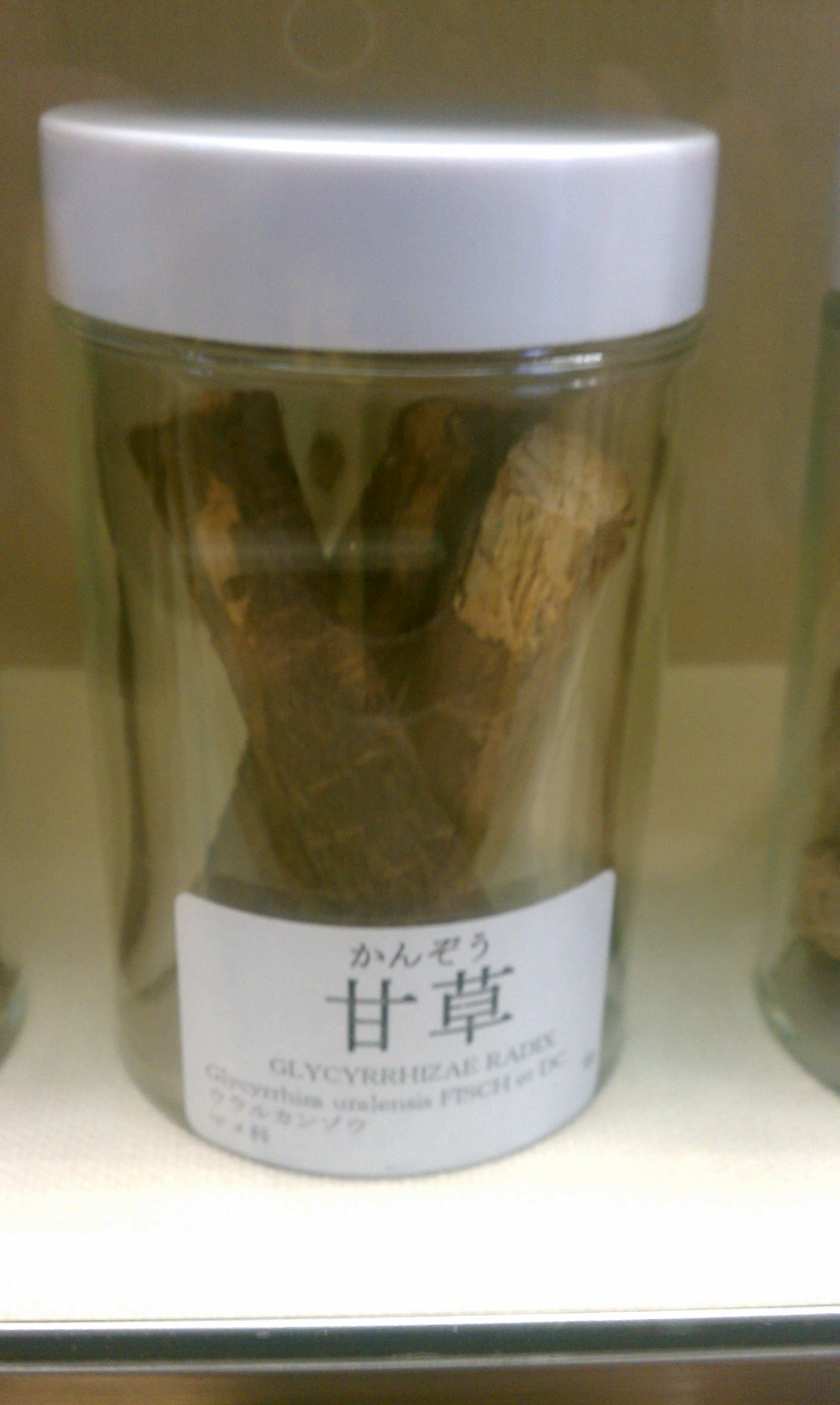
甘草

- 麻黄
- 杏仁
- 桂皮
- 甘草

## 慎重投与
次の患者には慎重に投与する。
1. 病後の衰弱期、著しく体力が萎えている
2. 著しく胃腸が虚弱
3. 食欲不振、悪心、嘔吐がある
4. 発汗傾向が著しい
5. 狭心症、心筋梗塞など循環器系の障害または既往歴がある
6. 重症高血圧症
7. 高度の腎障害
8. 排尿障害
9. 甲状腺機能亢進症

## 相互作用

### 併用注意
- 次の薬剤との併用により、不眠、発汗過多、頻脈、動悸、全身脱力感、精神興奮が出現しやすくなる[3]。

1. 麻黄含有製剤
2. エフェドリン類含有製剤
3. モノアミン酸化酵素（MAO）阻害剤
4. 甲状腺製剤
5. カテコールアミン製剤
6. キサンチン系製剤

- 次の薬剤との併用により、偽アルドステロン症、ミオパシーが出現しやすくなる[3]。

1. 甘草含有製剤
2. グリチルリチン酸及びその塩類を含有する製剤

## 副作用
次の副作用がある。

### 重大な副作用
偽アルドステロン症、ミオパシー

### その他
発疹、発赤、掻痒、不眠、発汗過多、頻脈、動悸、全身脱力感、精神興奮、肝機能異常、食欲不振、胃部不快感、悪心、嘔吐、排尿障害

## 注意事項
高齢者は生理機能の低下、妊産婦、小児は安全性未確立のため注意。